# Polizeiruf 110: Eine unruhige Nacht
Eine unruhige Nacht ist ein deutscher Kriminalfilm von Hubert Hoelzke aus dem Jahr 1988. Der Fernsehfilm erschien als 122. Folge der Filmreihe Polizeiruf 110.

## Handlung
Das Weihnachtsgeschäft ist in vollem Gange und auch im Warenhaus am Markt werden die Tageseinnahmen von Tag zu Tag höher. Mitten in die Vorweihnachtszeit fällt auch die erste Nachtschicht von Leutnant Jung. Hauptmann Peter Fuchs hat zunächst zwar Bedenken, steht Jungs Frau Hella doch kurz vor der Entbindung, doch traut er dem motivierten Mann die Schicht an der Seite von Oberleutnant Lutz Zimmermann zu. Jung verspätet sich zu Schichtantritt etwas. Er gibt an, dass seine Frau dachte, die Geburt beginne; dies erwies sich jedoch als Falschalarm. Peter Fuchs eilt dennoch nach Dienst zu Hella Jung, die gerade die Sachen für das Krankenhaus zusammenstellt. Die Wehen haben eingesetzt, doch wollte sie ihren Mann nicht von seiner ersten Nachtschicht abhalten. Peter Fuchs begleitet sie ins Krankenhaus und bleibt die Nacht über dort, bis Hella am Morgen einen gesunden Jungen zur Welt bringt.
Die erhoffte ruhige Nacht erweist sich auch für Lutz Zimmermann und Leutnant Jung als turbulent. Wie jeden Tag wurden die Tageseinnahmen des Warenhauses am Markt von den Sicherheitsleuten abgeholt. Im Fahrstuhl jedoch ging mit einem Mal das Licht aus und der Fahrstuhl blieb stecken. Zwei vermeintliche Techniker zogen Pförtner Kufahl über die Deckenluke nach draußen und nahmen danach die Geldsäcke an sich. Anschließend flohen sie. Die beiden Kassenboten finden Kufahl unweit des Dachausstiegs niedergeschlagen vor. Die Höhe der gestohlenen Einnahmen beläuft sich auf rund 800.000 Mark.
Spuren am Tatort gibt es keine. Sicher ist nur, dass der Fahrstuhl von einem Fachmann mit Kenntnis moderner Aufzugstechnik außer Gang gesetzt wurde. Ein Spürhund verfolgt den Weg der Täter bis zu einem leeren Parkplatz. Erst Leutnant Jung fällt auf, dass Kufahl sein Funksprechgerät nicht genutzt hat. Das Gerät findet sich in seiner Jacke im Krankenhaus und funktioniert einwandfrei. Jung schlussfolgert, dass die Täter Kufahl ein defektes Gerät untergeschoben haben und dies nach dem Niederschlagen wieder an sich nahmen. Da auf dem Gelände jedoch ein fehlendes Gerät aufgefallen wäre, muss das defekte noch vor Ort sein. Tatsächlich findet Jung das gut versteckte Funksprechgerät. Kurze Zeit später stellen sie Pförtnerin Gerda Grauschke, die das Gerät aus dem Versteck holen will. Sie wird vorläufig festgenommen, schweigt jedoch beim Verhör. Der dritte Pförtner, Karl Kaminski, berichtet beim Verhör von einem Barkas, der längere Zeit hinter dem Warenhaus gestanden habe. Gerda hatte am Vortag mit einem Mann geredet, der für den Barkas eine Parklücke sicherte. Der Barkasbesitzer kann ausfindig gemacht werden und sagt aus, dass er den Wagen am Vortag an Bekannte verliehen hatte. Bei ihnen handelt es sich um die Brüder Rogan und Bubi Rogalke, zwei der drei Täter. Sie werden festgenommen und auch das gut versteckte Geld kann ausfindig gemacht werden.
Den Ermittlern fehlt dennoch der Haupttäter, der sich auch den Brüdern gegenüber nie vorstellte. Die Ermittler wissen, dass Gerda die Identität des Mannes kennt, ahnen sie doch von einer Liebesbeziehung der beiden. Gerda nimmt Herztabletten, und Jung hält es nicht für ausgeschlossen, dass der Täter Gerda, genauso wie Kufahl, aus dem Weg räumen wollte. Sein Verdacht, eine der Pillen könnte gegen eine für Gerda tödlich wirkende ausgetauscht worden sein, bewahrheitet sich jedoch nicht. Lutz Zimmermann stellt beim nächsten Verhör Gerdas dieses Szenario jedoch vor, auch wenn er die Frage, ob es zutrifft, offenlässt. Gerda jedoch glaubt an den Verdacht, ihr vermeintlicher Freund wollte sie vergiften, und nennt den Ermittlern den Namen: Hans Henske. Die Ermittler nehmen ihn fest und finden auch das im Lampenschirm gut versteckte Geld.
Am nächsten Morgen kommt Peter Fuchs zur Arbeit. Er ist entsetzt, dass in seiner Abwesenheit ein Großraub begangen wurde, und will sich gerade in die Ermittlungsarbeit stürzen, als er von Lutz Zimmermann und Leutnant Jung erfährt, dass der Fall bereits gelöst ist. Erst jetzt besinnt er sich auf seine Neuigkeit: Leutnant Jung ist in der Nacht Vater eines Jungen geworden, der den Namen Peter erhalten soll.

## Produktion
Eine unruhige Nacht (Arbeitstitel: An der Wassermühle/Eine fast perfekte Sache) wurde von Mitte Dezember 1987 bis März 1988 in Potsdam gedreht. Die Kostüme des Films schuf Marion Mentel, die Filmbauten stammen von Werner Pieske. Der Film erlebte am 2. Oktober 1988 im 1. Programm des Fernsehens der DDR seine Premiere. Die Zuschauerbeteiligung lag bei 32,5 Prozent.
Es war die 122. Folge der Filmreihe Polizeiruf 110. Hauptmann Peter Fuchs ermittelte in seinem 74. Fall, Oberleutnant Jürgen Hübner in seinem 55. Fall und Oberleutnant Lutz Zimmermann in seinem 17. Fall.